# کمیته‌های مشترک کنگره ایالات متحده آمریکا

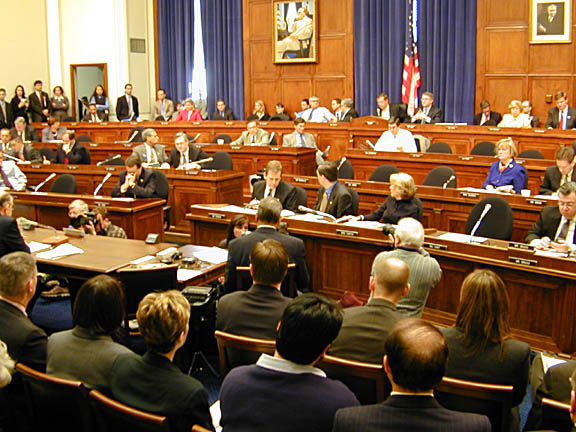

کمیته‌های مشترک کنگره ایالات متحده آمریکا (به انگلیسی: United States Congressional joint committee) از کمیته‌های کنگره ایالات متحده آمریکا است.
کمیته‌های مشترک به آن دسته از کمیته‌ها گفته می‌شود که زیرنظر هر دو مجلس نمایندگان و سنا قرار دارند واعضاء آنان نیز توسط هر دو مجلس انتخاب می‌شوند:
- کمیته مشترک اقتصادی
- کمیته مشترک کتابخانه
- کمیته مشترک چاپ
- کمیته مشترک مالیات